# Тврда моћ
У политици, чврста моћ је употреба војних и економских средстава за утицај на понашање или интересе других политичких тела. Овај облик политичке моћи је често агресиван (принуда) и најнепосреднији је када га једно политичко тело наметне другом мање војне и/или економске моћи. Тврда моћ је у супротности са меком моћи, која долази из сфере дипломатије, културе и историје.
Према Џозефу Нају, тврда моћ укључује „способност да користите шаргарепе и штапове економске и војне моћи да натерате друге да следе вашу вољу“. Овде „шаргарепе“ представљају подстицаје као што су смањење трговинских баријера, понуда савеза или обећање војне заштите. Са друге стране, „штапови“ представљају претње – укључујући употребу дипломатије принуде, претњу војном интервенцијом или спровођење економских санкција. Ернест Вилсон описује чврсту моћ као способност да се принуди „други да делује на начине на које тај ентитет иначе не би деловао”.

## Историја
Иако постојање чврсте моћи има дугу историју, сам термин је настао када је Џозеф Нај сковао меку моћ као нови и другачији облик моћи у спољној политици суверене државе. Према реалистичкој школи у теорији међународних односа, моћ је повезана са поседовањем одређених материјалних ресурса, укључујући становништво, територију, природне ресурсе, економску и војну снагу, између осталог. Тврда моћ описује способност нације или политичког тела да користи економске подстицаје или војну снагу да утиче на понашање других актера.
Тврда моћ обухвата широк спектар политика принуде, као што су дипломатија принуде, економске санкције, војна акција и формирање војних савеза за одвраћање и међусобну одбрану. Чврста моћ се може користити за успостављање или промену стања политичке хегемоније или равнотеже моћи. Иако се термин тврда моћ генерално односи на дипломатију, може се користити и за описивање облика преговора који укључују притисак или претње као полугу.

## Примери
Сједињене Државе су показале политику 'тврде моћи' у вези са ратом у Ираку, ратом у Авганистану и настављеним ратом против Талибана. Да будемо прецизнији, напад Сједињених Држава на Ирак 2003. у почетку је био оправдан на основу забринутости у вези са поседовањем оружја за масовно уништење у Ираку. Делимично позивајући се на „ Рат против тероризма “, администрација Џорџа В. Буша је користила мере чврсте моћи да искорени ирачког диктатора Садама Хусеина и да реши каснију кризу у Ираку.